# Grzegorz Feluś
Grzegorz Feluś (ur. 1957) – polski aktor lalkowy, telewizyjny i filmowy.
Aktor Teatru Guliwer (1980–1987) i Teatru Lalka (od 1987). Występował w programach telewizyjnych (m.in.: Budzik jako Szefuńcio w latach 2004–2007 oraz jako Kuchciak w latach 2009–2012), Tik-Tak jako Pan Kukiełko, Ciuchcia), spektaklach telewizyjnych (m.in. Krawiec Niteczka – rola tytułowa) oraz w filmach fabularnych (m.in. Ostatnia rodzina – jako Psychiatra) i w serialu telewizyjnym Stulecie Winnych (jako karczmarz Blumenthal).

## Nagrody i wyróżnienia
- 1991: II nagroda za rolę Upiora i Księżyca w spektaklu Jan Tajemnik na XV Ogólnopolskim Festiwalu Teatrów Lalek w Opolu
- 2010: Brązowy Medal „Zasłużony Kulturze Gloria Artis”
- 2012: wyróżnienie za rolę Starszego Pana w spektaklu Tajemnicze dziecko na XVI Międzynarodowym Festiwalu Teatrów dla Dzieci i Młodzieży Korczak[1]

## Rodzina
Jest synem pedagog, Jadwigi Bińczyckiej.